# Karl Wilhelm Drewitz
Karl Wilhelm Louis Drewitz (* 19. Januar 1806 in Thorn; † 2. Juni 1888 in Breslau) war ein deutscher Architekt und preußischer Baubeamter, der in Berlin und Erfurt wirkte.

## Leben
Drewitz machte nach dem Besuch des Gymnasiums in Thorn eine Feldmesserlehre, u. a. beim Festungsbau in Thorn, die er 1825 mit der Feldmesserprüfung in Marienwerder abschloss. Danach war er weiter im Festungsbau tätig. Von 1827 bis 1831 studierte er an der Berliner Bauakademie und legte im Mai 1831 die Baumeisterprüfung (das 2. Staatsexamen im Baufach) ab. 1832 wurde er in den preußischen Staatsdienst übernommen. Sein Aufgabengebiet umfasste insbesondere den Entwurf von Militärbauten in der Bauabteilung des Kriegsministeriums. 1835 wurde er zum Landbaumeister, 1842 zum Bauinspektor, 1850 zum Baurat und im Januar 1854 zum Mitglied der Technischen Baudeputation ernannt. Bereits seit 1828 war er Mitglied des Architekten-Vereins zu Berlin, dessen Vorsitzender er von 1844 bis 1856 war. Nach seiner Versetzung nach Erfurt 1856 war Wilhelm Drewitz dort als Regierungs- und Baurat bei der Bezirksregierung tätig, ab 1868 als Geheimer Regierungsrat. 1880 wurde er in den Ruhestand versetzt und übersiedelte nach Breslau.

## Architektur
Drewitz’ Werk folgt stilistisch der Schinkelschule. Seine aufgrund der Verlagerung der Militärpräsenz von Potsdam nach Berlin unter König Friedrich Wilhelm IV. in der Hauptstadt errichteten Kasernenbauten schließen sich an Vorbilder von Ludwig Persius an. Typisch für Drewitz’ Militärbauten war die Verwendung des damals als „normännisch“ verstandenen Stils mit dekorativer Zinnenbekrönung und Quaderputz sowie die Ausführung von Gebäuden mit schmucklosen „Rohziegelfassaden“ (Sichtmauerwerk).

## Bauten

### In Berlin
- 1840–1842: Gastronomiegebäude mit Saalbau „Therbusch’sche Ressource“, Spandauer Vorstadt, Oranienburger Straße 18 (um 1930 durchgreifend umgebaut)
- 1846–1848: Umbau des Palais Happe zum Kriegsministerium, Friedrichstadt, Leipziger Straße / Wilhelmstraße (nach Vorentwurf von August Stüler; nicht erhalten)
- 1846–1848: Bauleitung für die Kaserne des 2. Garde-Ulanen-Regiments, Moabit, Invalidenstraße 56 (nach Vorentwurf von August Stüler und Entwurf von Ferdinand Fleischinger; nicht erhalten)
- 1847–1848: Landwehrzeughaus, Friedrichstadt, Potsdamer Kommunikation (spätere Königgrätzer Straße; nicht erhalten)
- 1850: Zentrale Militär-Turnanstalt, Oranienburger Vorstadt, Scharnhorststraße (nicht erhalten)
- 1850–1853: Garnison-Lazarett I, Oranienburger Vorstadt, Scharnhorststraße (unter Denkmalschutz)[1]
- 1851–1853: Garde-Dragoner-Kaserne, Tempelhofer Vorstadt, Belle-Alliance-Straße 6 (heute Mehringdamm 20–28; nach Entwurf von Ferdinand Fleischinger; unter Denkmalschutz)
- 1853: Exerzierhaus im Invalidenpark, Oranienburger Vorstadt (nicht erhalten)
- 1853–1854: Wohnhaus mit Wachgebäude am Unterbaum, Friedrich-Wilhelm-Stadt, Schiffbauerdamm 40 / Karlstraße (nicht erhalten)
- 1855–1858: Neuer Marstall am Schloss Charlottenburg, Spandauer Damm (heute Sammlung Scharf-Gerstenberg)

### In Erfurt
- 1851–1854 und ab 1856: Leitung der Restaurierung des Erfurter Doms mit Neubau der Turmhelme